# 朝田静夫
朝田 静夫（あさだ しずお、1911年10月13日 - 1996年11月8日）は、元運輸事務次官および元日本航空社長。大阪府大阪市出身。丸紅社長の朝田照男は長男。

## 来歴・人物
朝田栄治郎・玉夫妻の次男として生まれる。妻の久子は東洋綿花（現・トーメン）元代表取締役・田中彦三郎の長女。弟の朝田能雄は京都大学卒業後、三和銀行本店総務部長を経て、トーヨー・アド取締役社長を務めた。
生野中学、旧制浪速高校を経て、東京帝国大学法学部を卒業し、逓信省（総務省、日本郵政の前身）に入省。本所郵便局に配属。戦後の省庁再編で運輸省に移り、官房長、海運局長を経て、事務方トップの事務次官に就任。海運業界再編などを手掛けた。
退官後、政府の特殊会社だった日本航空に取締役として入社（天下り）、専務、副社長を経て、1971年社長に就任。オイルショックの難局を乗り切り、日航機のニューヨーク乗り入れ、日ソ、日中の路線開設交渉に手腕を発揮したが、1972年には日本航空ニューデリー墜落事故、日本航空シェレメーチエヴォ墜落事故、1973年にはドバイ事件、1974年には羽田発那覇行きジャンボ機の乗っ取り事件、1977年にはダッカ日航機ハイジャック事件が起き、安全管理体制の再構築も迫られた。1981年社長を退任し、相談役となる。
日本航空協会会長、国際交通博覧会協会会長など多数の公職を歴任。50年越しの趣味であった囲碁は六段の腕前で、日本棋院の理事長、総裁を務めた。1979年、世界アマチュア囲碁選手権戦を呼びかけして、創設にいたる。1984年、日本棋院から大倉賞を受賞。
人当たりは良いが、芯は強く、頭の回転が早いことから「カミソリ」と呼ばれた。御巣鷹の尾根での日本航空123便墜落事故を主題にした山崎豊子の小説「沈まぬ太陽」に登場するワンマン経営者「小暮社長」のモデルともいわれる。
1996年11月8日死去。享年85。

## 家族
- 妻・久子（1920年（大正9年）11月26日生）
滋賀県、東洋綿花（現・トーメン）代表取締役・田中彦三郎の長女、玉川学園高女卒[2]。
- 長女・真稚子（1941年（昭和16年）9月10日生）
聖心女子大英文科卒。夫は帝国化成元社長・武部祐美の次男で、三菱商事元取締役の武部晃二[2][5]。
- 次女・早紀子（1943年（昭和18年）6月3日生）
慶應義塾大学仏文科卒。夫は日本高周波鋼業元取締役会長・神戸製鋼所元常務取締役を務めた白井震四郎の長男で日商岩井元勤務の白井国弘[2][6]。なお夫・国弘の祖父は衆議院議員を務めた白井新太郎で、祖母の董子は湯長谷藩の藩主家当主で子爵・内藤政潔の叔母にあたる。
- 長男・照男（1948年（昭和23年）10月13日生）
慶應義塾大学法学部卒、丸紅会長[2]。
  - 同妻・成子（1948年（昭和23年）9月6日生）
東洋葉煙草社長・丸瀬寅雄の孫で京都製作所元会長・丸瀬雄一郎の次女、成城大学文芸学部卒[2][7]。

## 演じた俳優
- 鶴見辰吾（『沈まぬ太陽』、2016年）